# Marko Cuderman
Marko Cuderman (nascido em 11 de agosto de 1960) é um ex-ciclista iugoslavo, que competiu na prova individual do ciclismo de estrada nos Jogos Olímpicos de Verão de 1984.